# Смърт в Рим
„Смърт в Рим“ (на немски: Der Tod in Rom) е роман от немския писател Волфганг Кьопен (1906 – 1996), публикуван през 1954 г. 
Волфганг Кьопен принадлежи към онова литературно поколение във Федерална република Германия, което трябваше да съживи опустошения културен пейзаж след дванадесетте години на „кафявата чума“ и разрухата от войната. Той бе един от първите творци, които се заеха да пресъздадат художествено новата социална и политическа действителност в страната, когато там се развихряше вълната на шовинистична и реваншистка психоза.
В началото на петдесетте години Волфганг Кьопен публикува три романа, твърде сходни по тематика – дори някои критици видяха в тях своеобразна трилогия за следвоенния живот в западната част на Германия, като всеки от романите разгледаше определено социално явление.
Първият от тях, „Гълъби в тревата“ (1951), пресъздава един типичен ден от живота на град Мюнхен през 1948 година.
Вторият роман „Оранжерията“ (1953), има за тема корупцията на бонското правителство.
Но най-значителната белетристична творба на Волфганг Кьопен от тази поредица е третият роман – „Смърт в Рим“ (1954). Той съдържа най-тежки обвинения срещу немския милитаризъм и разкрива опасното влияние на фашистката идеология върху определени социални прослойки във Федералната република. И тук Кьопен предупреждава и пророкува, съобразно с творческото си кредо. В една статия той казва: „Всички ние живеем с политиката, всички ние сме нейни обекти или дори нейни жертви. Как може писателят да се държи като птицата щраус и кой, ако не писателят трябва в нашето общество да поеме ролята на Касандра?“
В романа си „Смърт в Рим“ Волфганг Кьопен пренася действието от Мюнхен и Бон в италианската столица. „Вечният град“ поема функцията на метафора и в същото време е конкретен декор на описаните събития. Неговите древни паметници предразполагат към размисъл за съдбата на света, за природата на доброто и злото, за войната и мира, миналото и бъдещето, богатството и бедността, справедливостта и социалния гнет. И все пак макар Рим да играе важна роля в съдбата едва ли не на всяко от действащите лица, всички те по някакъв начин са свързани с живота и политическото устройство във Федерална република Германия.
Цивилизовното варварство
Един от главните герои е нацистки престъпник, есесовският генерал Юдеян. Той е осъден задочно на смърт от Международния съд в Нюрнберг, но се е изплъзнал от възмездието.
Юдеян е професионален палач, от него повява „миризма на трупове“, той е въплъщение на всички злодеяния, на цялото варварство на фашизма. Юдеян все така е убеден, че е постъпвал правилно, като е убивал и унищожавал хора. Със садистична наслада той извиква в паметта си образите на своите жертви – в тези спомени намира убежище, когато е неудовлетворен от сегашния си живот. Юдеян се изживява като герой, носител на всички германски добродетели, олицетворение на изпълнения дълг към „божеството на властта“ Хитлер. Неговата съпруга Ева е представена като някаква „нордическа Ериния“, мечтаеща за възраждането на „Третия райх“, за тържеството на „хилядолетната империя“ и германското господство над целия свят. Дори своя мъж, пред когото сляпо се е прекланяла, тя предпочита да види сред „падналите герои“, сред „мъчениците“ на нацизма, а не сред оцелелите, но изгубили властта си бивши величия. Срещата между двамата съпрузи, между двете нацистки чудовища, е предадена от писателя с необикновена сила и художествена внушителност.
Блудните синове
Техният син Адолф е заменил есесовската униформа с расото. С рухването на фашисткия мит той е изгубил всякакви мирогледни устои и подирва опора и спасение в католическата църква. Страхувайки се да взима каквито и да било лични решения, той се опитва да се издигне над всички партии и фронтове в името на „всечовешката търпимост“. И все пак младежът не може да се освободи от мисълта, че църквата някога е била свързана с фашистката доктрина и на практика е оказвала поддръжка на „тази банда убийци“.
Друг значителен герой в романа е родственикът на есесовския генерал, Фридрих Вилхелм Пфафрат. Той е на пръв поглед подчертано порядъчна личност. Въпреки че някога е бил оберпрезидент и управител на големи нацистки имущества, въпреки че се е числял към прослойката на онази немска буржоазия, която безусловно е приела властта на Хитлер, сега той отново има висок обществен пост – избран е за първи кмет и глава на своя град. Такива като него има много, те са проникнали до всички кътчета на бонския държавен апарат, заели са ръководни позиции, те отново определят съдбата на страната. Пфафрат е реално, лишено от демонизъм, но не по-малко зловещо допълнение към генерал Юдеян. Той е изпълнен с желанието да помогне на бившия есесовски палач да се завърне безнаказано във Федералната република, да се интегрира в бонската политическа система. Пфафрат смята, че западногерманското общество е узряло да приеме „блудния син“, успял да избегне бесилката. Така Пфафрат олицетворява жизнеността на националшовинизма в страната.
Неизкоренимостта на неговата прослойка се потвърждава чрез образа на най-младия член на семейството му – студента по право Дитрих Пфафрат. Той е многообещаващ кариерист, който не се безпокои от морални проблеми, от мисли за фашисткото минало на баща си. Дори есесовецът Юдеян не го смущава – пресметливият Дитрих добре е преценил, че не е далеч времето, когато родството му с бившия генерал може да се окаже почетно и изгодно. Волфганг Кьопен е конципирал образа на Дитрих като символ на възраждащото се верноподаничество, което намира устоите си в реда, държавата и силната власт.
Изкуството и Насилието
На всички тези ярко отрицателни образи писателят противопоставя един герой, който може да бъде наречен главен най-вече заради това, че носи и някои автобиографични черти. Композиторът Зигфрид Пфафрат живее след края на Втората световна война в Рим, за да се дистанцира от своите немски роднини и да остави зад себе си своя бащин дом, отекващ от военни ботуши. Той се стреми да даде израз на светогледа си и музикално, като използва охулената в Третия райх дванадесеттонова техника на Арнолд Шьонберг. Зигфрид обича Рим, защото се чувства тук чужденец. Но той е безкрайно самотен и постоянно живее на ръба на отчаянието. Това негово умонастроение изпълва и музиката му. Той композира творби, лишени съзнателно от хармония, изразяващи представата му за света, над който е надвиснала опасността от непоправима катастрофа. За Зигфрид музиката е израз на ужаса, обхванал човека в епохата на газовите камери и масовите убийства. Произведенията му са „бунт против заобикалящата го действителност“, против отечеството му, против войната, виновници за която са хора като неговите родители. Илзе Кюренберг, съпругата на световноизвестния диригент, който представя пред публиката първата симфония на Зигфрид, възприема дисонантната творба като някакво „дирене без цел“, завладяно от отчаяние. Но тя не може да си обясни дали Зигфрид е отчаян, понеже не успява да намери път към смислен живот, или тъкмо неговото отчаяние му препречва всички пътища. А диригентът, който чувства неудовлетворението на твореца от произведението му, го предпазва от опасността да се затвори в „кула от слонова кост“ поради разочарование от света.
Музиката на Зигфрид е подигравка с пошлия еснафски вкус на самозваните меценати и ценители на изкуството, които заемат партера на концертната зала. Той мечтае да го разберат и приемат младежите, работниците, студентите, на които принадлежи бъдещото. Но на концерта му тъкмо галерията не приема композитора – тя не долавя в симфонията му отзвук от живота. Тази музика отразява трагедията на един талантлив творец, който е неспособен да разчупи рамките на отрицанието и да развие конструктивни идеи. Сам Зигфрид, въпреки че получава награда на конкурса за модерна музика, е недоволен от резултата – аплодират симфонията му не други, а богатите сноби от партера. А младият композитор възлага големи надежди на музиката – може би на нея е съдено „с време да допринесе за велики промени“.
Зигфрид Пфафрат и Адолф Юдеян се оказват представители на поколението на синовете, които не желаят да онаследят бащите си и всеки посвоему – и композиторът, и духовникът – търсят нови цели и нов смисъл на живота си. И двамата познават възвишеното страдание на самотата. От тази самота Зигфрид намира изход, като напуска Рим и заминава за Африка. Той се надява да се завърне оттам с нова творба, с „черна симфония“ – символ на обвързване със съкровените проблеми на човечеството.
Хуманистичният песимизъм
Романът „Смърт в Рим“ е свързан по особен начин с новелата на Томас Ман „Смърт във Венеция“ и то най-вече с това, че разглежда и проблемите на художественото творчество на фона на нравствен упадък и социален маразъм. В стилистично отношение „Смърт в Рим“ е близък до другите два романа на Волфганг Кьопен. И тук писателят се изявява като майстор на метафорично наситената, богато асоциативна проза. Кьопен използва с голямо умение стилистичните средства на киното – монтажа, постоянната смяна на гледната точка и дистанцията към изобразяваното събитие, симултанното протичане на действието. Епическото повествование е съчетано с вътрешния монолог на героите, който според писателя „най-добре отговаря на нашето възприятие, на нашето съзнание и на нашия горчив опит“.
Така Волфганг Кьопен се представя чрез романа си „Смърт в Рим“ като политически и социално ангажиран писател. В речта си при получаването на литературната награда „Георг Бюхнер“ през 1962 година той заявява: „Видях поета, писателя при отхвърлените от обществото, видях го като страдащ и като съчувстващ на чуждата мъка. По-късно чух да се говори за ангажирана литература и ме порази това, че от нещо самопонятно, от нещо като дишането искат да направят художествено направление или мода.“ Волфганг Кьопен никога не е застъпвал определена идеология или политическа програма. За творчеството му важат думите, които той влага в устата на един от героите на романа „Смърт в Рим“: „Аз задавам въпроси, но не зная отговор, не мога да дам отговор.“ Сам Кьопен нарича творбите си „опит за монолог против света“. Но по силата на особен парадокс неговият протест срещу съществуването е и пледоария за нови, по-човечни форми на живота. Тъкмо това даде основание на Алфред Андерш да нарече Волфганг Кьопен „хуманистичен песимист“. И този скрит зад външната резигнация хуманистичен патос вдъхва траен литературен живот и на романа „Смърт в Рим“.